# Sarcidano (cheval)
Le Sarcidano, appelé cavallo del Sarcidano en italien, est un cheval semi-sauvage originaire de l'Altopiano Sarcidano (le plateau de Sarcidano) situé dans la commune de Laconi dans la province d'Oristano en Sardaigne. Il s'agit de l'une des quinze races équines indigènes à « distribution limitée » reconnue par l'AIA, l'association des éleveurs italiens. Bien qu'il ne doive jamais excéder 1,48 m au garrot, il est officiellement nommé cavallo, c'est-à-dire cheval, et non pas poney.

## Histoire
Le Sarcidano semble avoir des ancêtres espagnols communs avec le cheval andalou. Des études de transferrine menées par Valiati en 1997 et par Bell en 1999 ont permis de confirmer une généalogie commune avec le Cheval ibérique d'il y a 25 000 ans. Une étude de 1996 sur le polymorphisme des Inhibiteur de protéase conclut qu'« une corrélation génétique pourrait exister entre les chevaux Sarcidano et les anciens chevaux espagnols comme il est rapporté dans les documents historiques sur l'élevage des chevaux en Sardaigne ». la présence « constante » de la septième molaire dans la mâchoire supérieure est citée comme la preuve d'une origine ancienne selon Baccino, qui note que cette caractéristique est partagée par seulement quelques races très anciennes comme le poney Exmoor et le cheval Caspien; Baccino note aussi la présence chez le cheval Sarcidano d'un allèle uniquement rencontré chez le cheval de Przewalski.
En 1999, un groupe de 15 chevaux Sarcidano a été acquis par la commune de Laconi auprès d'un propriétaire privé; ce troupeau vit dans la forêt publique de Funtanamela, sur le plateau Sarcidano, et en 2006 près de 100 chevaux ont été recensés. Un second troupeau, privé cette fois-ci, vit également dans la même zone, tandis qu'un troisième groupe est tenu par l’Istituto di Incremento Ippico della Sardegna (Institution sarde d'élevage de chevaux) d'Ozieri, à Foresta Burgos dans le centre-nord de la Sardaigne. En 2007, la population de chevaux Sarcidano s'élève à près de 190 individus, dont 78 juments.
Le Sarcidano a été reconnu comme race d'après le Décret Ministériel N° 24347, daté du 5 novembre 2003; le registre d'élevage de la race a été établi en 2005 et est tenu par l’Associazione Provinciale Allevatori (Association régionale des éleveurs) de Nuoro.

## Description
D'après le standard de race, le cheval Sarcidano peut être  noir, bai, ou gris ; les autres robes sont exclues de l'enregistrement. La variation de taille pour les mâles se situe entre 1,25 m et 1,45 m au garrot, celle du tour de poitrail entre 140 cm et 160 cm et la circonférence du canon mesure entre 14 cm et 17 cm; pour les femelles, la hauteur au garrot est située entre 1,15 m et 1,35 m, le tour de poitrail entre 120 cm et 150 cm et celui du canon entre 13 cm et 16 cm. Les chevaux dont la taille dépasse 1,48 m à 30 mois ne peuvent être enregistrés.
La tête est plutôt lourde et implantée grossièrement, le profil est droit, les oreilles mobiles, et les yeux et les narines sont de grande taille. L'encolure est musclée et la crinière épaisse. L'épaule est assez droite, le garrot assez élevé et la croupe est courte mais musclée. Les jambes sont courtes, fortes et raisonnablement bien conformées, les articulations sont larges, les sabots sont forts, mais ont tendance à être cylindriques. Les allures sont vives et le pied sûr.
Le Sarcidano est d'un tempérament vif et sensible, et s'adapte bien aux utilisations équestres; il est frugal et résistant.
Des prémolaires surnuméraires sont fréquemment présentes des deux côtés de la mâchoire supérieure.

## Utilisations
Aucune utilisation du Sarcidano n'est documentée. En 2001, il a cependant été évoqué la possibilité de commencer à utiliser quelques chevaux pour le trekking.